# Zircón

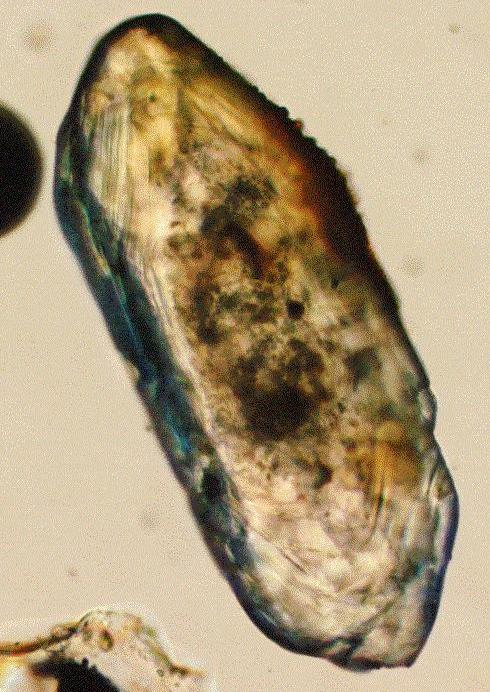
Fotografía microscópica de un cristal de zircón.

El zircón o circón es un mineral de la clase 9 (nesosilicatos), según la clasificación de Strunz; es un silicato de zirconio de  fórmula química ZrSiO4, de color variable, más o menos transparente, blanco o amarillento rojizo.

## Etimología
El nombre deriva probablemente de la palabra árabe zarqun que significa ‘cinabrio’ o de la palabra persa zargun, ‘dorado’. El zircón amarillento se denomina «jergón». El nombre «jacinto» solía utilizarse para las piedras rojo-marrones.

## Características generales
El zircón es el mineral más antiguo conocido de la tierra y uno de los minerales más abundantes en la corteza terrestre. Se formó como primer producto de cristalización de la roca magmática como el granito o de rocas alcalinas como las pegmatitas o la sienita. Uno de estos cristales tiene unos 4.400 millones de años, el objeto más antiguo de origen terrestre que se conserva en la actualidad. En las rocas metamórficas el zircón se recristaliza o se forman granos de nueva cristalización. En los sedimentos se encuentran granos alterados y transportados por los procesos erosivos.
El tamaño medio de los granos de zircón es de 100-300 µm, por ejemplo en rocas graníticas aunque a veces alcanzan varios centímetros, sobre todo en pegmatitas. El análisis de la forma del cristal y de los bordes permite sacar conclusiones sobre cómo se ha formado.

## Composición
La fórmula del zircón puede variar y el zirconio o el silicio presentes pueden ser sustituido por otros elementos. Así se han encontrado casos con un contenido de hasta el 30 % de óxido de hafnio (HfO2), 12 % de óxido de torio (ThO2) o 1,5 % de óxido de uranio (U3O8). Estas impurezas son la razón por la que la densidad varía de 4,3-4,8 g/ml.
En presencia de irradiación radioactiva la red cristalina del zircón es fácilmente alterada. Estos cristales a menudo muestran un color pardo. Las alteraciones permiten la entrada de agua en el cristal y disminuyen la densidad.

## Aplicaciones
Los zircones que debido a su tamaño y pureza tienen calidad de gema, se utilizan a veces como sustituto de diamante (no se debería confundir con la zirconita - ZrO2 que es un sustituto artificial.) Sin embargo presenta varios inconvenientes entre los cuales destaca que no aguanta la limpieza en baños de ultrasonido y puede cambiar de color si es sometido a calor. Además los cantos se rompen con facilidad. El hecho de que cambien de color al aplicarles calor también es utilizado de manera buscada, para conseguir variantes de zircón. Al tratar térmicamente los circones rojo-marrón hace que aparezca un color azul muy atractivo, pero hay que tener cuidado con los rayos ultravioletas del sol ya que pueden darle un tono ligeramente verde.
La orientación de la mesa al momento de tallarlos debe de ser tomada con precaución ya que una birrefringencia muy fuerte bajo determinado ángulo podría dar a la piedra un aspecto turbio. Además al ser una piedra bastante débil debe ser manipulada con precaución.
Con este material se fabrican cuchillos resistentes y de gran filo (incluso más cortantes que los de acero). Tras la amenaza de posibles usos terroristas de este tipo de cuchillos en los aviones al pasar desapercibidos por los detectores de metales, los fabricantes como Kyocera agregan cantidades suficientes de partículas metálicas para ser detectadas con facilidad.
El circón también es utilizado en la industria como materia prima del metal circonio, empleado en la fabricación de aceros especiales, abrasivos y reactores de aviones.
El zircón es el mineral más importante de circonio y hafnio. Se utiliza así mismo en la fabricación de pigmentos para cerámica.
Actualmente también se utiliza en la odontología estética para recubrir los dientes; es también sustituto de la porcelana en muchas ocasiones para fabricar piezas dentales.

## Yacimientos
La principal fuente de circones utilizados para joyería se encuentra en Camboya, cerca de la frontera con Vietnam.
Además existen otros productores de circón como son: Sri Lanka, Tailandia, Myanmar, Australia, Estados Unidos, Sudáfrica y Francia.

## Creencias
En la Edad Media surgió la creencia de que los zircones facilitaban el sueño a la vez que reforzaban el honor, la sabiduría e incluso la prosperidad. Se creía que incluso alejaba las calamidades y los malos espíritus. 
Se le considera la piedra del mes de diciembre en alternancia con el lapislázuli.